# Alectra virgata
Alectra virgata är en snyltrotsväxtart som beskrevs av William Botting Hemsley. Alectra virgata ingår i släktet Alectra och familjen snyltrotsväxter. Inga underarter finns listade i Catalogue of Life.